# Bourse (métro de Paris)
Pour les articles homonymes, voir Bourse.
Bourse est une station de la ligne 3 du métro de Paris, située dans le 2e arrondissement de Paris.

## Situation
La station est implantée à l'est du quartier Vivienne à proximité de sa limite administrative avec le quartier du Mail. Elle est établie sous le flanc sud de la place de la Bourse et approximativement orientée est-ouest, selon l'axe de la rue du Quatre-Septembre et de la rue Réaumur. Elle s'intercale entre les stations Quatre-Septembre et Sentier, tout en se situant à proximité du tunnel de la ligne A du RER (entre les gares d'Auber et de Châtelet - Les Halles), enfoui plus profondément, dont le tronçon central longe le tracé de la ligne 3 depuis ce point jusqu'à la station Havre - Caumartin.

## Histoire
La station est ouverte le 19 octobre 1904 avec la mise en service du premier tronçon de la ligne 3, entre les terminus provisoires d'Avenue de Villiers (aujourd'hui Villiers) et de Père Lachaise.
Elle doit sa dénomination à son implantation sous la place de la Bourse, où se trouve le palais Brongniart, alors dénommé palais de la Bourse car hébergeant historiquement la Bourse de Paris.
Dans les années 1960, les quais font l'objet d'une première modernisation par la mise en place d'un carrossage métallique sur les piédroits, doté de montants horizontaux de couleur vert d'eau, de bancs jaunes et de cadres publicitaires dorés, éclairés par le haut. Cet aménagement, alors largement utilisé sur le réseau en tant que moyen de rénover les stations rapidement et à moindre coût, est en grande partie démantelé par la suite, seuls les lambris supérieurs étant conservés et repeints en jaune orangé dans les années 1990. Ceux-ci sont alors complétés de sièges d'un modèle aujourd'hui disparu sur le réseau, de couleur jaune également afin de s'harmoniser avec la teinte des lambris métalliques.
Dans le cadre du programme « Renouveau du métro » de la RATP, les couloirs de la station sont rénovés le 11 juillet 2003, puis c'est au tour des quais de faire l'objet du même traitement en 2008, entraînant la dépose des lambris colorés au profit d'un renouvellement du carrelage blanc biseauté.
Le 9 octobre 2019, la moitié des plaques nominatives sur les quais sont provisoirement remplacées par la RATP afin de célébrer le 60e anniversaire d'Astérix et Obélix, comme dans onze autres stations sur le réseau. Reprenant notamment la typographie caractéristique de la bande dessinée de René Goscinny et Albert Uderzo, Bourse est ainsi humoristiquement renommée « Sesterce », du nom de la monnaie romaine en usage au cours des deux derniers siècles de la république romaine.

## Services aux voyageurs

### Accès
La station dispose de deux accès attenants au palais Brongniart, dont les entourages respectifs ont la particularité d'être intégrés aux grilles entourant ce dernier :
- l'accès no 1 « Palais Brongniart », constitué d'un escalier fixe doublé d'un escalier mécanique montant, avec une inscription atypique (METROPOLITAIN) au-dessus des grilles, débouchant à l'angle sud-ouest du monument, face à la rue Vivienne ;
- l'accès no 2, « Rue Notre-Dame-des-Victoires », comportant un escalier fixe établi sur la rue précitée, au droit du no 38 de cette dernière, se trouvant à l'angle sud-est du bâtiment.

Accès à la station
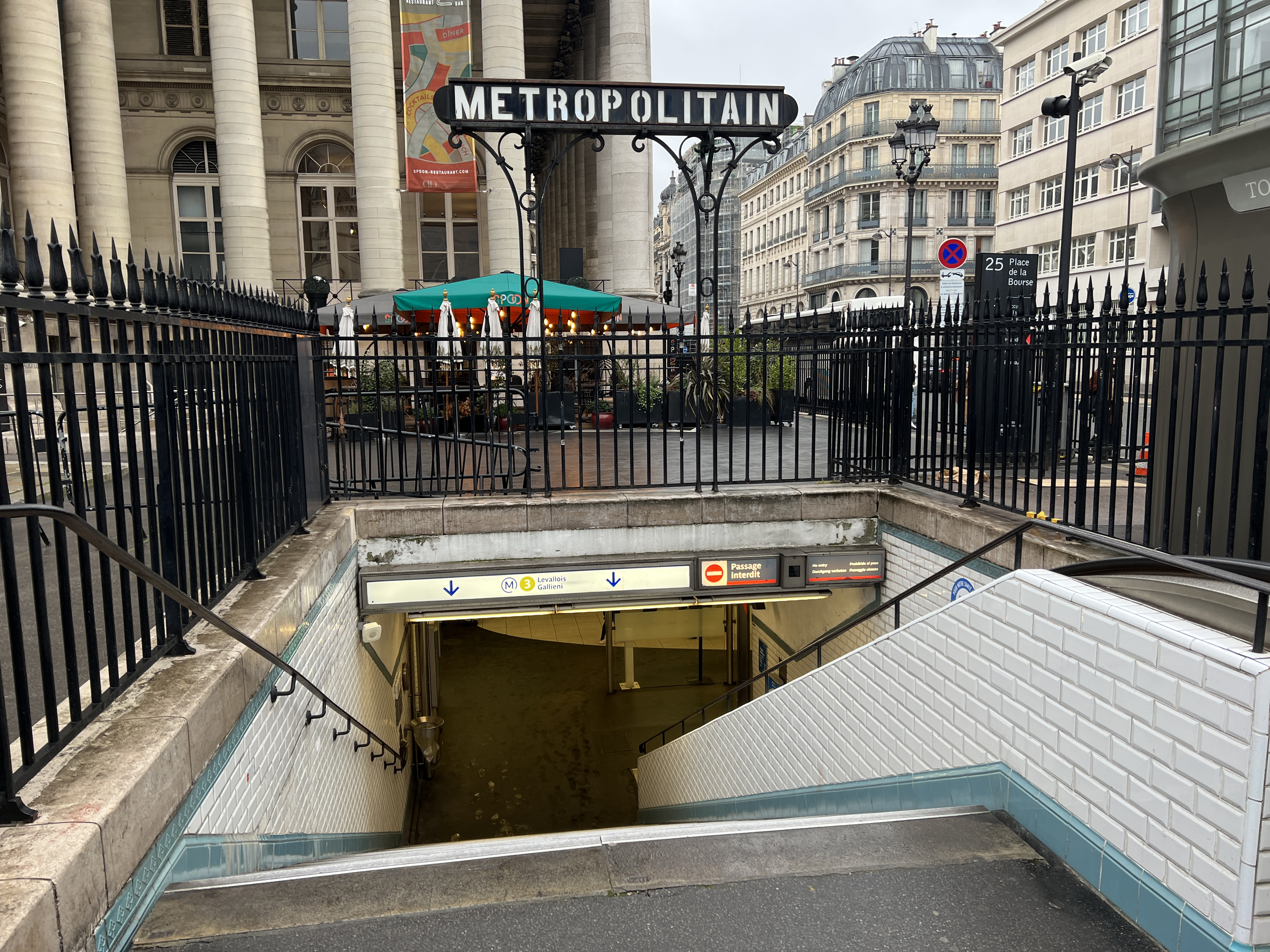
L'accès no 1, « Palais Brongniart ».
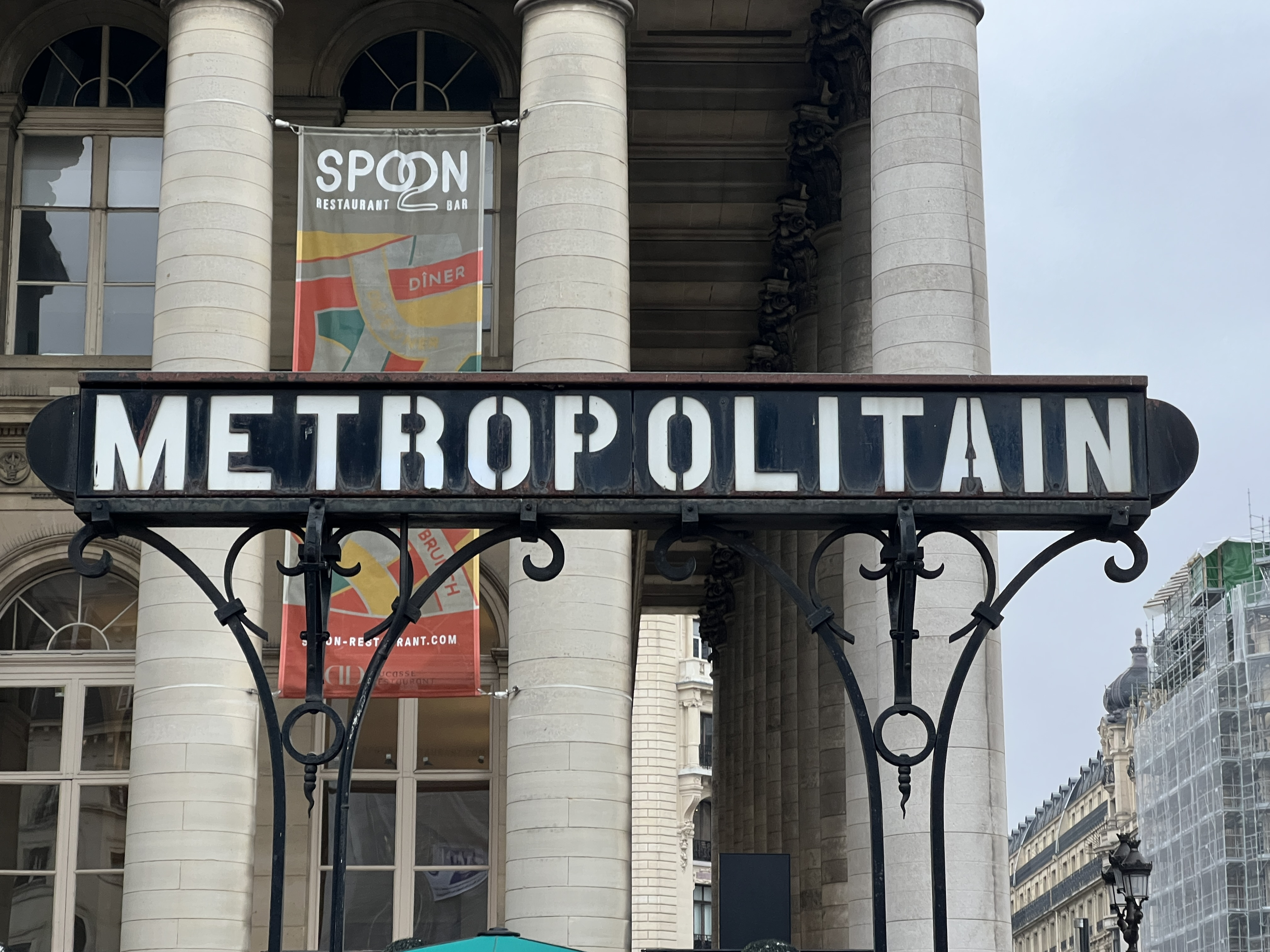
Vue du panneau d'entrée du métro avec le palais Brongniart en arrière-plan.
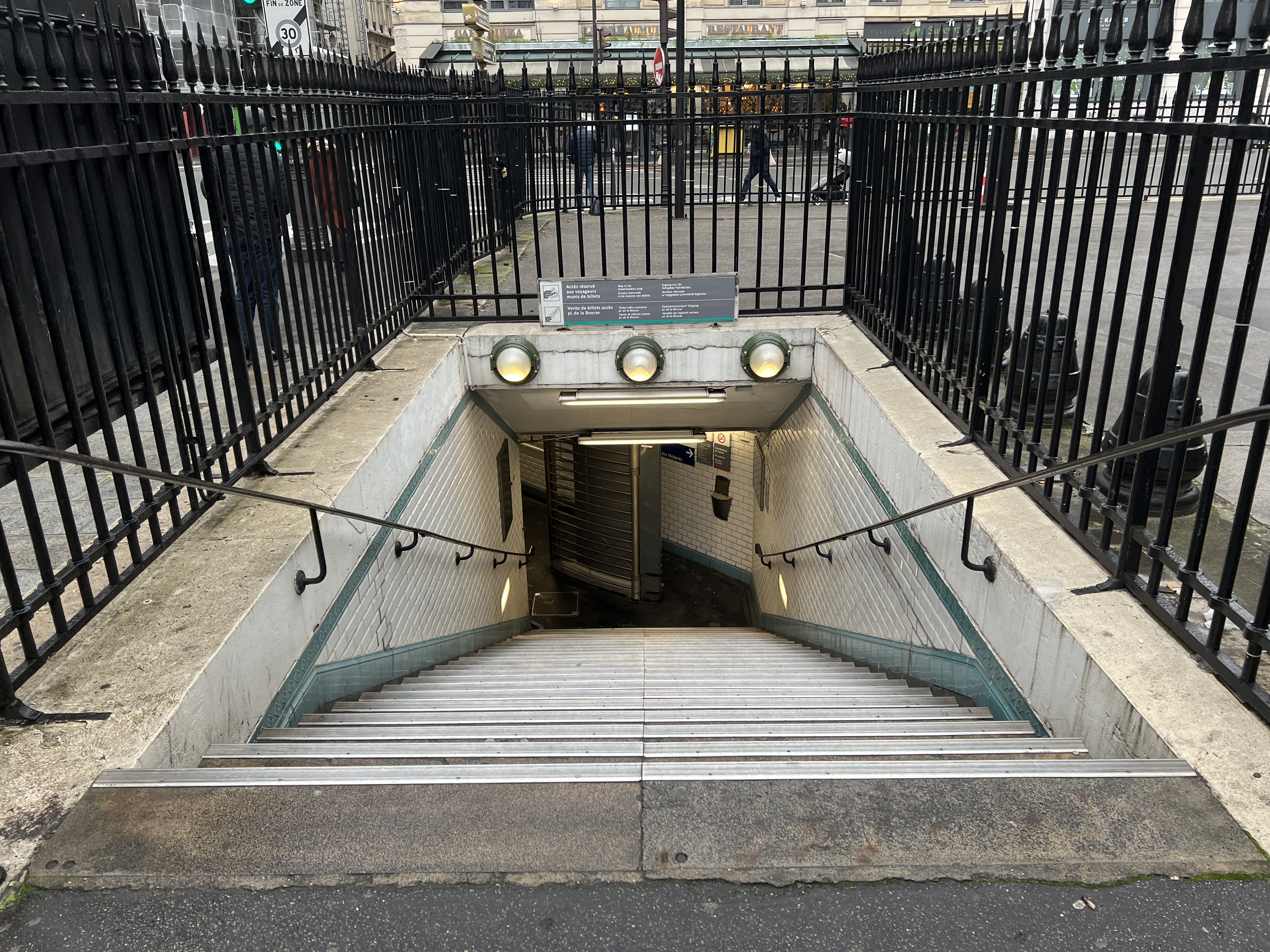
L'accès no 2 « Rue Notre-Dame-des-Victoires ».

### Quais
Bourse est une station de configuration standard pour le métro de Paris : elle possède deux quais, d'une longueur conventionnelle de 75 mètres, séparés par les voies du métro situées au centre et la voûte est elliptique. La décoration est du style utilisé pour la majorité des stations du métro : les bandeaux d'éclairages sont blancs et arrondis dans le style « Gaudin » du renouveau du métro des années 2000, et les carreaux en céramique blancs biseautés recouvrent les piédroits, la voûte ainsi que les tympans. Les cadres publicitaires sont en céramique blanche et le nom de la station est inscrit en Police de caractères Parisine sur des plaques émaillées. Les sièges sont du style « Akiko » de couleur cyan.

Quais de la station
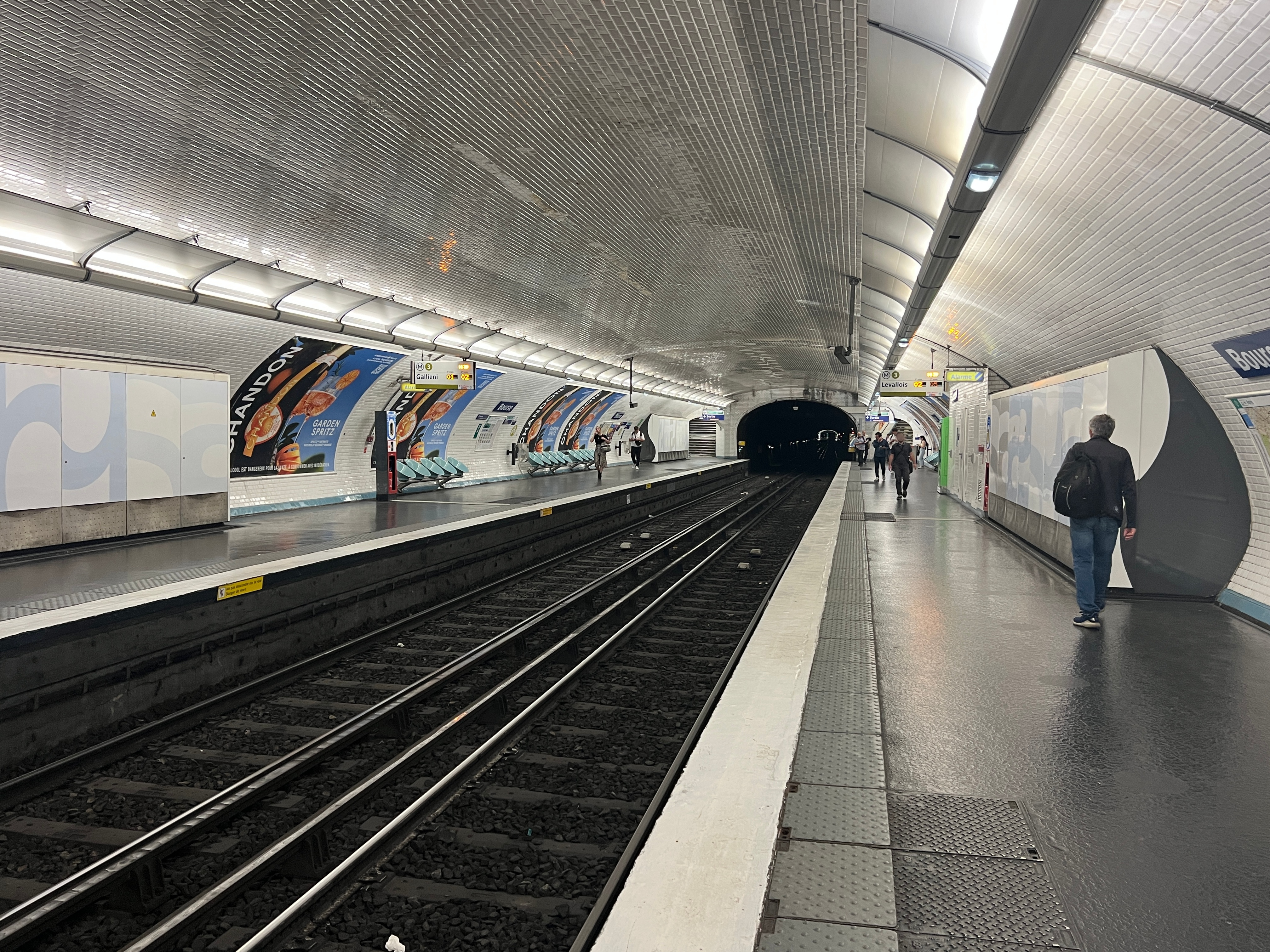
Les quais vus en direction de Pont de Levallois - Bécon.
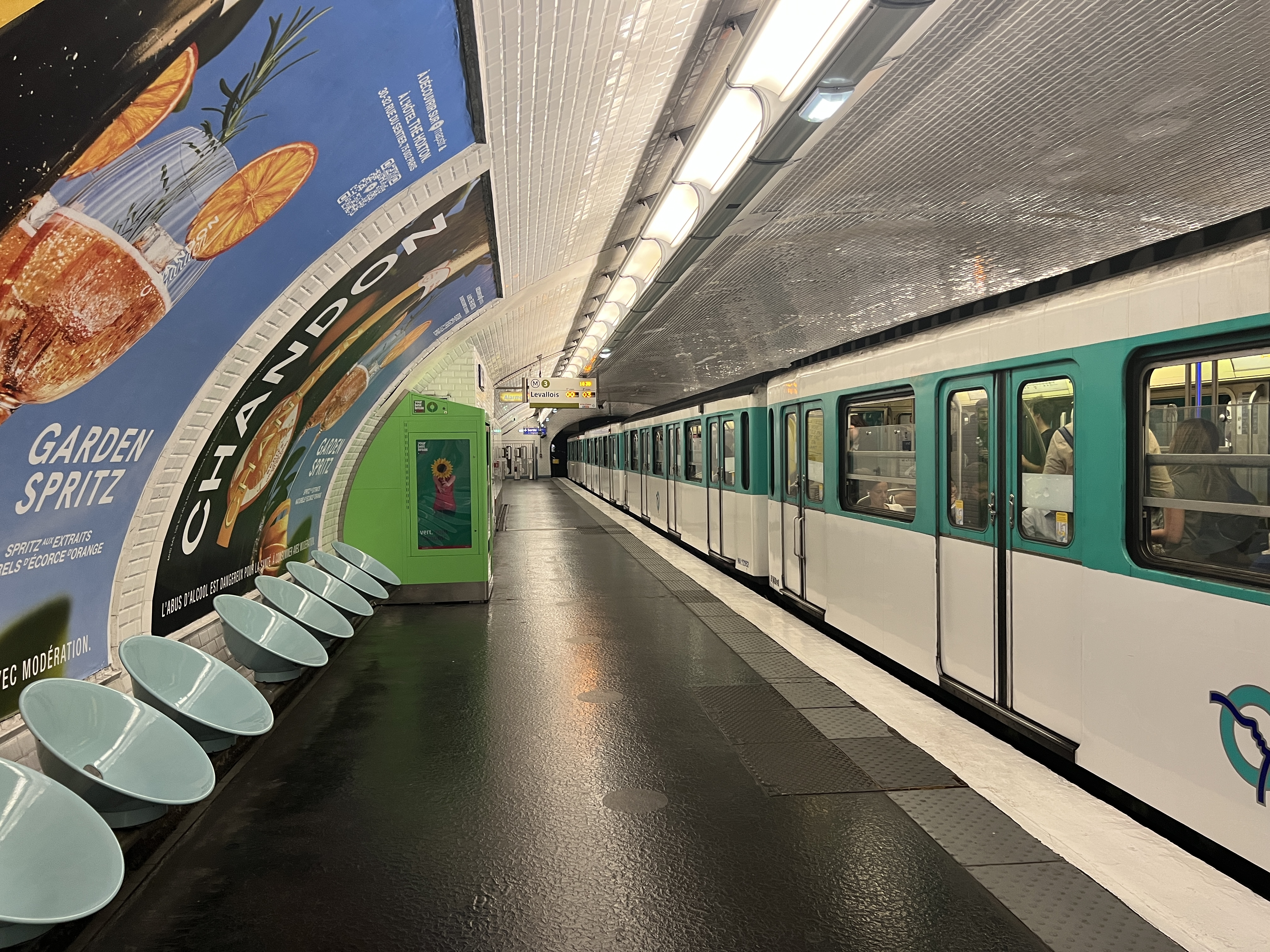
Rame MF 67 rénovée à quai en direction de Levallois.
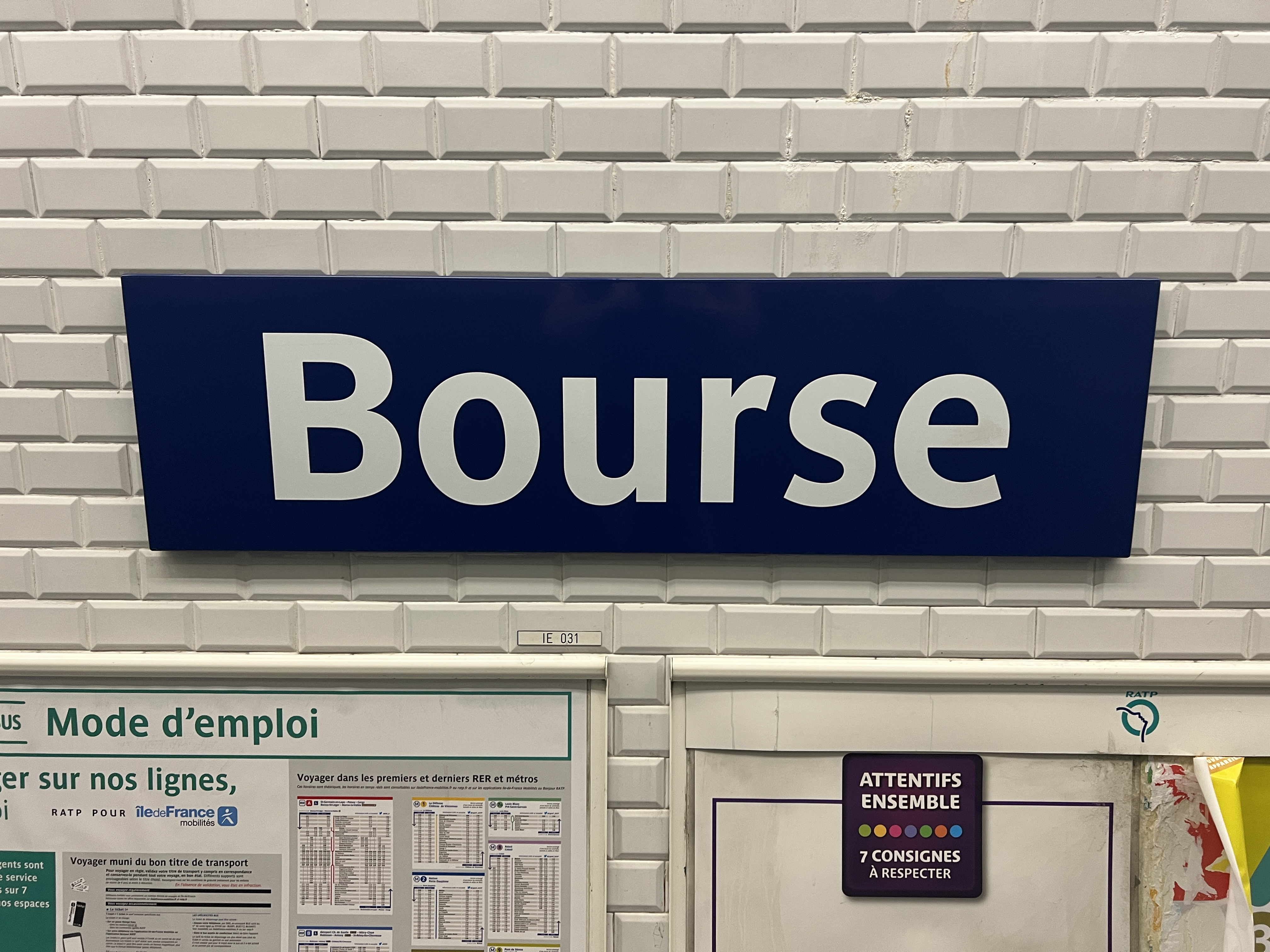
Plaque émaillée indiquant le nom de la station.

### Intermodalité
La station est desservie par les lignes 20, 29, 39, 74 et 85 du réseau de bus RATP et, la nuit, par les lignes N15 et N16 du réseau Noctilien.

## Fréquentation
Nombre de voyageurs entrés à cette  station :
| Année                      | 2013      | 2014      | 2015      | 2016      | 2017      | 2018      | 2019      | 2020      | 2021      |
| -------------------------- | --------- | --------- | --------- | --------- | --------- | --------- | --------- | --------- | --------- |
| Nombre de voyageurs par an | 3 288 142 | 3 293 898 | 3 371 639 | 3 410 557 | 3 439 709 | 3 596 746 | 3 386 481 | 1 417 882 | 1 725 043 |
| Rang                       | 161e      | 160e      | 157e      | 154e      | 156e      | 150e      | 148e      | 183e      | 205e      |
| Nombre de stations         | 302       | 302       | 302       | 302       | 302       | 302       | 302       | 304       | 304       |

## À proximité
- Palais Brongniart

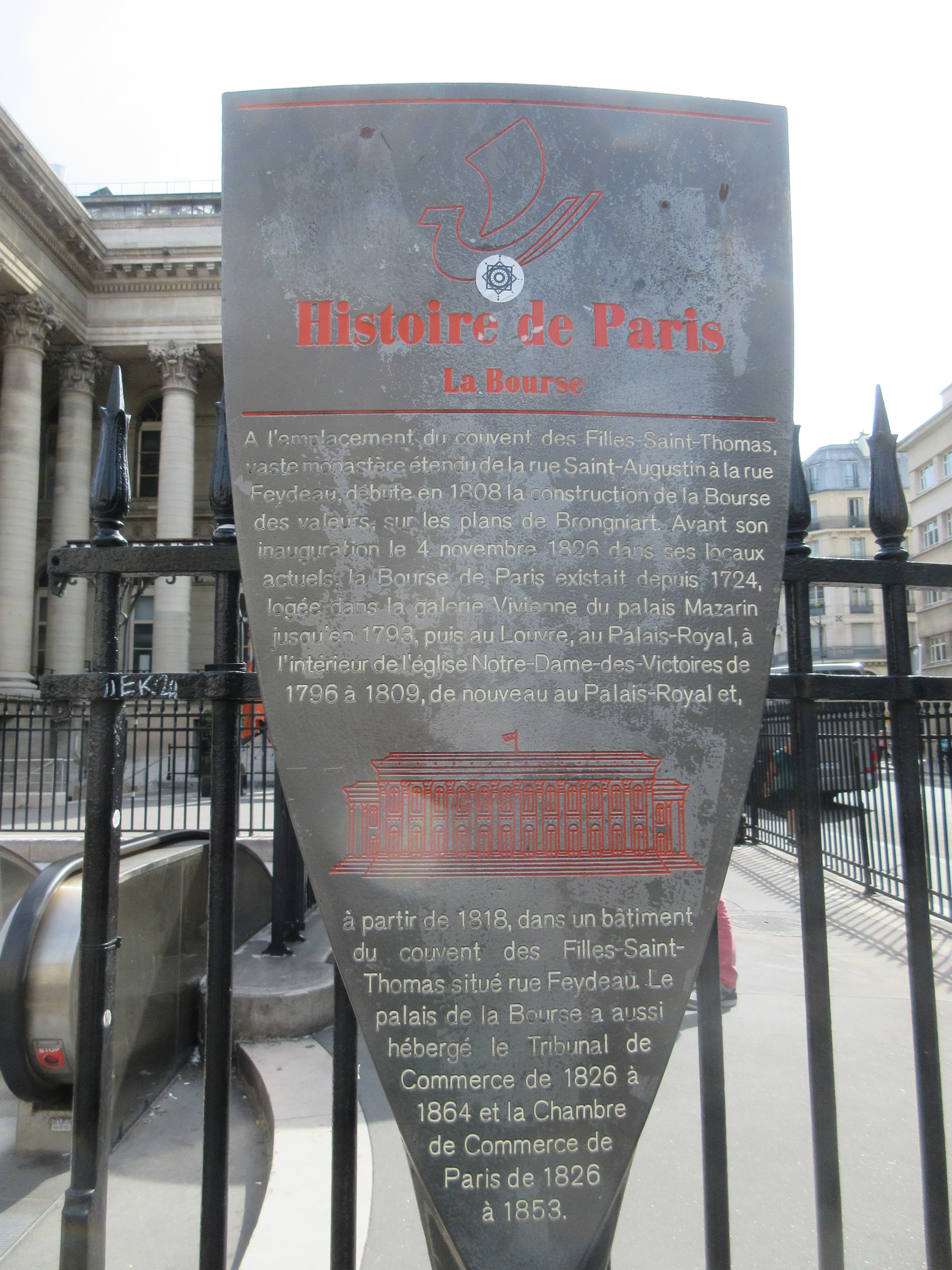
Panneau Histoire de Paris « La Bourse ».

- Mairie du 2e arrondissement
- Bibliothèque nationale de France (site de la rue de Richelieu)
- Square Louvois
- Galerie Vivienne
- Galerie Colbert
- Basilique Notre-Dame-des-Victoires
- Siège social de l'Agence France-Presse (AFP)
- Statue équestre de Louis XIV
- Passage des Panoramas